# 香港綠景NEO大廈

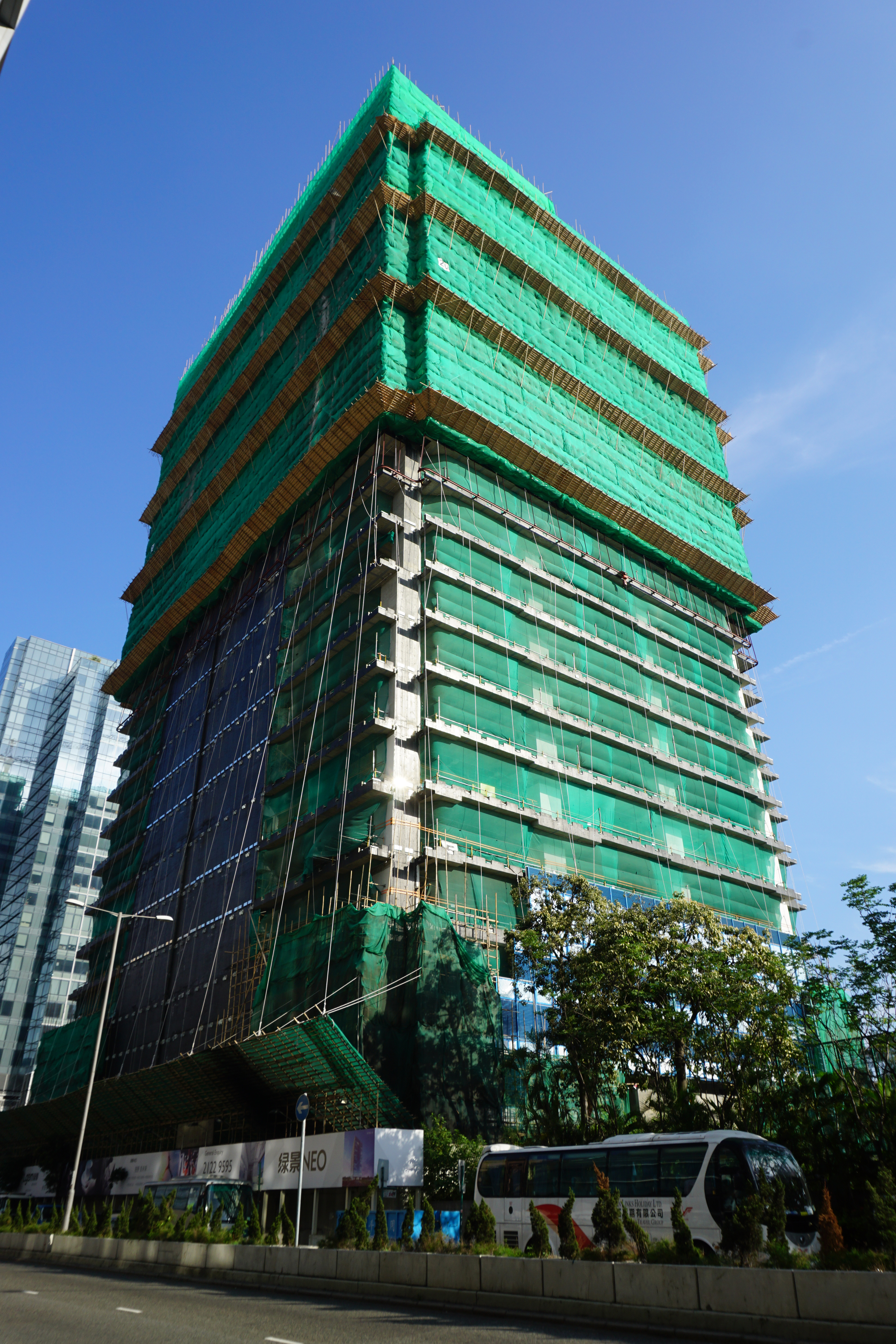
興建中的香港綠景NEO大廈（2018年5月）

香港綠景NEO大廈（原稱8 Bay East）是位於香港牛頭角海濱道123號的寫字樓項目，與海濱匯、One Bay East及宏利廣場同期興建，由呂元祥建築師事務所設計，協興建築承建，2019年建成。前身為九倉電訊廣場（Wharf T&T Square）。
2011年，九龍倉集團完成超過5億港元補地價，可增加項目20萬平方呎樓面面積。2015年，九龍倉集團開始拆卸九倉電訊廣場。8 Bay East的發展計劃為興建一幢24層高的大廈，地庫3層、1樓及2樓設有停車場設施，地下設有零售設施，其餘樓層用作寫字樓。
2017年10月11日九龍倉以90億元，平均呎價15095元，向綠景（中國）地產出售旗下海濱道123號8 Bay East，物業樓高21層，地下為零售樓層，3至25樓為寫字樓，另地庫3層為停車場，總樓面約596,217平方呎，是次商廈成交價更創九龍區單一商廈成交額新高紀錄，並躋身全港最貴商廈第三位。
目前，綠景（中國）地產已將項目重新命名為香港綠景NEO大廈，是綠景在港的首個項目，並將成為綠景的總部，並同時向外招租。
TVB有劇集也在此取景，例如《下流上車族》。

## 租戶
下列為香港綠景NEO大廈部分租戶樓層分佈：
- 25樓：綠景（中國）地產
- 23樓：
- 22樓：中國投資（置業）（2203室）
- 21樓：金蝶國際軟件集團（2101室）、文輝泰集團（2102-2104室）
- 20樓：
- 19樓：中國平安保險、平安壹賬通銀行（1901A、1903-1904室）
- 18樓：Casetagram Limited（CASETiFY）
- 17樓：
- 16樓：明愛連線Teen地（1602室）、匯心金融（1608室）、匯心資產管理（1609室）、天滙科研（1610室）
- 12樓：SoftwareOne Hong Kong
- 11樓東翼：獅子山集團、澳獅環球集團
- 10樓：
- 9樓：
- 8樓：
- 7樓及15樓：周大福人壽
- 6楼：香港都会大学校友会
- 5樓：香港都会大学研究事務及知識轉移處（501–502室）

## 升降機配置
香港綠景NEO大廈升降機服務樓層列表（一律採用迅達升降機）
- L1&L10（2部來往停車場、低層區之客用升降機）：B3-B2、G、3、5-12、15
- L2-L3&L11-L12（4部來往低層區之客用升降機）：G、3、5-12、15
- L4&L7（2部來往停車場、高層區之客用升降機）：B3-B2、G、16-23、25
- L5-L6&L8-L9（4部來往高層區之客用升降機）：G、16-23、25
- L13-L14（服務/消防升降機）：B3-B1、G、1-2、2M、3、5-12、15-23、25、R
- L15-L16（停車場之客用升降機）：B3-B2、G、1-2、3
- L17（停車場/消防升降機）：B3-B1、G、1-2

（不設以下樓層：4樓，13樓，14樓及24樓）